# 14 (число)
Вижте пояснителната страница за други значения на 14.
Четиринайсет (също и четиринадесет) е естествено число, предхождано от тринайсет и следвано от петнайсет. С арабски цифри се записва 14, а с римски – XIV. Числото 14 е съставено от две цифри от позиционните бройни системи – 1 (едно) и 4 (четири).

## Математика
- 14 е четно число.
- 14 е съставно число.
- 14 е десетото безквадратно число.
- 14 е сбор от първите три квадрата (1²+2²+3² = 14).
- 14 = 2¹+2²+2³
- Многоъгълник с 14 страни (и ъгли) се нарича четиринадесетоъгълник или тетрадекагон. Правилният четиринадесетоъгълник има вътрешен ъгъл от приблизително 154,29°.
- Седмоъгълникът има 14 диагонала.

## Други
- Химичният елемент под номер 14 (с 14 протона в ядрото на всеки свой атом) е силиций.
- Има общо 14 фаланги в петте пръста на едната ръка.
- 14 дни са 2 седмици.
- Четиринадесетте свети помощници са християнски светци, които се почитат от католическата църква.
- 14 февруари е Свети Валентин.